# Kapitein Scharlaken
Kapitein Scharlaken is een stripalbum dat voor het eerst is uitgegeven in april 2000 met David Beauchard als schrijver en Emmanuel Guibert als tekenaar. Deze uitgave werd uitgegeven door Dupuis in de collectie vrije vlucht.